# Jules Rais
Jules Rais (né Jules Salomon Cahen le 17 juillet 1872 à Nancy et mort en déportation le 30 novembre 1943 à Auschwitz) est un écrivain, critique d'art et traducteur français. Il utilisa également le pseudonyme Jules Nathan.

## Biographie
Jules Cahen est docteur en droit de l'université de Nancy : en 1899, il publie sa thèse intitulée La Représentation des aristocraties dans les Chambres hautes en France (1789-1815).
Sous le nom de Jules Rais, il est un critique d'art averti, travaillant notamment aux côtés de Roger Marx à la direction de la revue L'Image (1896-1897) qui vise à promouvoir l'art de la gravure sur bois et que René Blum tenta de relancer. Il collabore à la Revue encyclopédique, la Revue populaire des beaux-arts (1897-1898), puis à la Gazette des beaux-arts, à Art et décoration, et aux Arts graphiques modernes (1913), entre autres à propos du graveur Paul-Émile Colin. Il était également proche du graveur Auguste Lepère.
En 1899, il perd sa jeune épouse Georgette (née Vierling le 11 juillet 1873, décédée le 21 mai 1899), et commande un monument funéraire à l'architecte Girard, au sculpteur Pierre Roche, surmonté d'un ouvrage en grès émaillé d'Alexandre Bigot, ensemble qu'il fait ériger au cimetière de Préville de Nancy en 1901 : les vitraux sont d'Henri Carot.
Il est surtout lors de sa carrière de rédacteur parlementaire en lien avec le ministère des Affaires étrangères, et travaille sous la direction du baron Constant de Rebecque, notamment lors de la seconde conférence de La Haye en 1907 : il traduit de nombreux rapports  — dont un d'Andrew Carnegie (1909) — et allocutions portant sur la nécessité de ralentir la course aux armements. 
Victor Morel entre en contact avec lui au cours des années 1905-1908, dans le cadre de l'ouverture de la Chartreuse de Neuville-sous-Montreuil à des interventions d'artistes : Rais y propose une série de conférences.
En 1911, il se marie en secondes noces avec la comédienne et traductrice Ludmila Savitzky ; le couple, qui connut des relations difficiles, eut deux filles, dont une qui devint critique littéraire et réalisatrice, Nicole Vedrès, épouse en 1962 du réalisateur Marcel Cravenne. Ils sont proches d'André Spire.
En 1919, il publie un essai sur Les élections à l'Assemblée nationale allemande chez Georges Crès.
En 1928, il devient le secrétaire général du Comité fédéral de coopération européenne présidé par Émile Borel, et sous le patronage d'Aristide Briand et de Paul Doumer.
En 1929, il est l'éditeur des dernières lettres inédites (à l'époque) de Paul Verlaine pour Albert Messein : Jules Rais avait correspondu fin 1895 avec Verlaine pour lui proposer de collaborer à L'Image ; il fut également l'organisateur d'un colloque à Nancy sur le poète.
Il termine sa carrière en tant que bibliothécaire en chef de la Chambre des députés, après en avoir été le chef de l'Information étrangère.
Il meurt en déportation à Auschwitz.

## Autres écrits
- Nouvelles, illustrées par Auguste Lepère, s.e. [1899 ?].
- Sept heures. Paris s'éveille, illustré par Louis Dunki, collections « Les Minutes parisiennes », Paris, Paul Ollendorff, [1900].